# گوتیک آمریکایی
هنگامی که گوتیک آمریکایی (به انگلیسی: American Gothic) اثر گرنت وود (۱۸۹۱–۱۹۴۲) در سال ۱۹۳۰ برای نخستین بار در مؤسسه هنر شیکاگو به نمایش عمومی گذاشته شد و مقام سوم و جایزه ۳۰۰ دلاری را نصیب خود کرد، هیچ‌کس گمان نمی‌کرد که جهشی بزرگ در هنر مدرن آمریکا در حال شکل‌گیری است. انتشار تصویر پدر و دختر کشاورز (که بسیاری آن‌ها را به اشتباه زن و شوهر می‌دانستند) در مقابل خانه سفیدشان در اکثر روزنامه‌های آمریکا، خیلی زود نقاش را به شهرتی فراوان رساند.
گرانت که خود در ایالت آیووا به دنیا آمده بود، این اثر را با اقتباس از یک خانه روستایی که در شهر کوچک اِلدون در آیووا دیده بود، ایجاد کرد. سبک معماری گوتیک بنا طوری او را افسون کرد که از دندانپزشک و خواهر خود خواست که به عنوان مدل در مقابل آن ساختمان بایستند تا نقش کشاورز و دختر مجردش را ایفا کنند. ثبت اثر با دقت بالا در ریزترین جزئیات و صورتهای خشک و خالی از حس کشاورز و دخترش، به احتمال نزدیک به یقین از دوران هنری رنسانس در مناطق شمالی اروپا که وی در طول سه سفر خود به آنجا آن را بررسی کرده بود، الهام گرفته‌اند.
گوتیک آمریکایی همواره یکی از مشهورترین آثار در تاریخ هنر معاصر آمریکا و یکی از پیشگامان سبک منطقه گرایی (به انگلیسی: Regionalism) (جنبشی که شدیداً با هنر تجریدی و مطلق اروپایی به مخالفت برخاست) به حساب آمده‌است.

## انتقاد از این تابلو
وقتی برای نخستین بار این نقاشی به نمایش گذاشته شد به سختی از آن انتقاد شد و حتی برخی آن را یک کاریکاتور اهانت‌آمیز از روستاییان سادهٔ آمریکایی دانستند.
اما پس از مدت اندکی تابلوی (آمریکایی‌های گوتیک) در میان هنر دوستان مورد قبول واقع شد تا اینکه بعدها به عنوان یکی از پرطرفدارترین و معروفترین نقاشی در ایالات متحده شناخته شد.
"گرانت وود" در این نقاشی ایدئالیسم هنر اروپایی را در سده پانزدهم بکار می‌گیرد. موضوع نقاشی محیط " وود " در ایالت (ایووا) در غرب آمریکاست.
تابلوی " گوتیک امریکایی" یا " امریکایی‌های گوتیک " یک کشاورز را به همراه پیر دختر مجردش به تصویر می‌کشد. این دو مقابل خانهٔ خود که با معماری گوتیک ساخته شده ایستاده‌اند. عنوان تابلو از معماری خانه برگرفته شده‌است.
افرادی که به عنوان شخصیت‌های تابلو کشیده شده‌اند در واقع خواهر خود نقاش و دندانپزشک خانوادگی آنان می‌باشد.
برخی از منتقدان " وود " را متهم می‌کنند که هدف وی از این نقاشی مسخره کردن تعصب و سخت گیر بودن طبقهٔ گوشه‌گیر و روستایی در ایالات متحده می‌باشد.
دیدگاه‌های ضد و نقیضی در مورد این نقاشی وجود دارد. برخی آن را به عنوان یک گرامی داشت از ارزش‌های اصیل آمریکایی می‌دانند و برخی دیگر معتقدند این نقاشی انتقاد گزنده‌ای از ارزش‌های آمریکایی است.
شاید مردی که وسیله کشاورزی به دست گرفته یک کشاورز یا یک کشیش باشد. اما اینجا یک مرد غیرتی است که در برابر مردان چشم چران از دخترش حمایت می‌کند.
مدل گوتیک خانه و چشمان با وقار و خشک مرد و چهرهٔ سرد و بی‌روح زن، همگی نمایه‌هایی است که باعث شده برخی از منتقدان معتقد باشند این نقاشی قصد مسخره کردن ارزش‌های سخت اجتماعی را در جامعه دههٔ سی سده بیستم در آمریکا دارد.
از سال ۱۹۳۰ تاکنون تابلوی گوتیک آمریکایی در مؤسسه هنر شیکاگو نگهداری می‌شود. در میان دیگر نقاشی‌های برجسته‌ای که در مؤسسه شیکاگو نگهداری می‌شود این نقاشی به عنوان گل سرسبد شناخته می‌شود. این نقاشی بنا بر نظر اکثر منتقدان یکی از ۱۰ نقاشی مشهور در تاریخ هنر به‌شمار می‌رود. تصویر زن نیز به عنوان یکی از زن‌های سه‌گانه‌ای است که هنر نقاشی آنان را جاودانه کرده‌است. "مونالیزای داوینچی" و مادر " جیمز ویسلر " دو زن دیگری هستند که هنر نقاشی آنان را جاودانه کرده‌است.